# 盖裂寄生科
盖裂寄生科又名多室花科，共有3属7种，都是生长在中美洲和南美洲北部的寄生植物，是当地的特有品种。
盖裂寄生科植物的茎通常为肉质，棒状，浅黄色或淡褐色。叶鳞片状，没有叶绿素，一般寄生在铁线莲属、大戟属和某些木本菊科植物的根上。
1981年的克朗奎斯特分类法将本科放到唇形目中，1998年根据基因亲缘关系分类的APG 分类法和2003年经过修订的APG II 分类法将这些属合并到紫草科中，为盖裂寄生亚科，不属于任何一个目，直接放到I类真菊分支下面。